# Nauki pomocnicze historii
Nauki pomocnicze historii (NPH) – nauki wspomagające pracę historyka, niektóre z nich mogą być jednocześnie odrębnymi i samoistnymi gałęziami nauki. Są niezbędne do zrozumienia źródeł, z których korzysta historyk, i wiązane bezpośrednio z metodami badań historycznych. Pozwalają na właściwą ocenę jakości źródła, jego krytykę, oraz konfrontację różnych źródeł. Pozwalają wyjść poza przekaz samej treści źródła i czerpać dane z wielu czynników pobliskich.
NPH, które nie mogą być samodzielnymi naukami, pozostają tylko metodami badawczymi, np. statystyka historyczna.

## Historia pojęcia
Na świecie termin został wprowadzony przez Theodora von Sickela.
Pojęcie istniało początkowo w Polsce jako „umiejętność rozpoznawania i oceniania dyplomatów” i zostało stworzone przez Walentego Skorochoda-Majewskiego w 1814. Po raz pierwszy próby ich definicji podjął się Władysław Semkowicz (w 1933 i uściślenie w 1951). Opublikował on w 1924 Encyklopedię nauk pomocniczych historii, która miała cztery wydania 1924, 1929, 1933 oraz powojenne Kraków 1946 , 2000, 2011 . Wprowadził on 2 określenia, w których o przynależności do jednej lub drugiej grupy decydowała przydatność w warsztacie historyka:
- nauki pomocnicze jako niesamodzielne i bezpośrednio związane z metodami badań historycznych,
- nauki posiłkujące jako odrębne nauki niezbędne do zrozumienia badanego źródła.

Zdaniem Aleksandra Gieysztora NPH można podzielić na 2 rodzaje:
- przydatne w początkowym etapie pracy: zbieranie, opisywanie i systematyzacja źródeł,
- jako odrębne nauki humanistyczne z własnym przedmiotem badań,

czyli NPH są wszystkie nauki posługujące się metodą historyczną do osiągnięcia własnych celów, ale jedynie w przypadku, kiedy są w stanie pomóc w zrozumieniu źródła.

## Klasyczny podział NPH i ich gałęzie
- Archeologia prawna – nauka o znakach władzy (atrybuty, ceremoniał, insygnia) i prawa (formy, narzędzia i sprzęty służące do realizowania norm prawnych: strój, atrybuty, symbole i znaki rytuału prawniczego).
- Archiwistyka – nauka o metodach pracy z archiwami (historyczne i aktualne sposoby gromadzenia, przechowywania, opracowywania i udostępniania danych).
  - Archiwoznawstwo – nauka o dziejach i zasobach poszczególnych archiwów. Szczególnie istotna dla okresu nowożytnego i najnowszego.
- Bibliologia historyczna – nauka o piśmie opublikowanym (manuskrypcie i druku).
  - Kodykologia – zajmuje się wyłącznie kodeksami literackimi: warsztatem, w którym książka rękopiśmienna powstała, sposobami budowy kodeksu i jego zdobieniami.
- Chronologia – jedna z podstawowych nauk pomocniczych historii, zajmująca się sposobami określania czasu, czyli systemem datowania (np. kalendarzach). Metoda chronologii pozwala na ustalenie np. świąt ruchomych przypadających na dany rok, lub dnia tygodnia przypadającego na daną datę.
- Dyplomatyka – nauka badająca dokumenty od strony krytyki naukowej, czyli określająca przydatność zachowanych dokumentów do badań historycznych. Pozwala m.in. wykryć falsyfikaty oraz ustalić procedury prawne i administracyjno-kancelaryjne stosowane przy powstawaniu dokumentów.
- Genealogia – nauka o stopniach pokrewieństwa osób, rodzin i rodów. W szczególności istotna przy badaniach dotyczących warstw panujących, dziedziczenia, koligacji politycznych, ale również ostatnimi laty przydatna w historii chorób czy historii przekazu genetycznego.
- Geografia historyczna – nauka odtwarzająca całość środowiska geograficznego w danym miejscu i epoce, lub ukazująca zmiany chronologicznie zachodzące w danym miejscu – zajmuje się rekonstrukcją ukształtowania powierzchni, środowiska przyrodniczego, kultury, gospodarki (historia gospodarcza) i polityki (historia polityczna). Bardzo istotna z punktu widzenia historii militarnej i gospodarczej. W skali światowej stanowi również naukę pomocniczą dla badań geopolitycznych.
  - Kartografia – nauka zajmująca się mapami w historii i metodami ich produkcji. Ważna dla geografii historycznej, ale również dla badań nad historią nauki, podróży, świadomości i wyobraźni geograficznej.
- Heraldyka – nauka o herbach – przede wszystkim rodowych, ale również herbach miast, ziem, instytucji itd. Nauka pomocnicza dla badań genealogicznych, ale również dla historii idei, historii wyobraźni i symboliki.
  - Falerystyka – nauka o medalach, orderach i innych odznaczeniach.
  - Weksylologia – nauka o sztandarach, chorągwiach, proporcach itp. stanowi uzupełnienie heraldyki i historii symboli.
- Język i kultura literacka – nauka o metodach językoznawczych, języku źródeł historycznych, metodach historyczno-literackie i rozwoju języków i kultury literackiej.
- Metrologia – nauka zajmująca się sposobami dokonywania pomiarów oraz zasadami interpretacji uzyskanych wyników.
- Numizmatyka – nauka o monetach, ale także innych środkach pieniężnych i papierach wartościowych. Fundamentalna dla historii gospodarczej, ekonomicznej, społecznej, ale również pełniąca bardzo istotną rolę w datacji archeologicznej. Dla historii politycznej, dla historii idei społeczno-politycznych (zwłaszcza w okresie średniowiecza) istotne zagadnienia niosą treści zawarte na obydwu, lub nawet na trzech stronach monet.
- Paleografia – nauka o systemach pisma, głównie sprzed ery druku. Fundamentalna nauka dla właściwego odczytania i datowania niedrukowanych źródeł historycznych.
  - Brachygrafia – nauka o skrótach stosowanych w piśmie, w szczególności bardzo istotna dla historyków mediewistów – w średniowiecznej łacinie i grece bardzo często używano skrótów w piśmie.
  - Epigrafika – nauka o uwiecznianiu napisów, np. na pomnikach, budynkach, nagrobkach, tablicach pamiątkowych, ale także na sztandarach, szatach liturgicznych.
  - Kodykologia – nauka pomocnicza mediewistyki i paleografii dotycząca rękopisów zapisanych w kodeksach i księgach sprzed ery druku.
  - Kryptografia – nauka o odczytywaniu zaszyfrowanych tekstów, przydatna w dyplomatyce, w historii stosunków międzynarodowych i dyplomacji, jak i w wielu innych badaniach historycznych.
  - Neografia – chronologiczna kontynuacja paleografii, badająca pismo ręczne po wynalezieniu druku.
  - Papirologia – nauka o rękopisach zapisanych na papirusie (dotyczy zarówno egiptologii, jak i całej historii starożytnej).
- Sfragistyka – nauka o pieczęciach, stanowiąca bardzo ważny komplement dyplomatyki i heraldyki. Istotna dla badań nad najwyższymi warstwami społecznymi i politycznymi.
- Prasoznawstwo – nauka o czasopismach i wydawnictwach periodycznych, obejmująca coraz częściej także inne źródła informacji pochodzenia dziennikarskiego (radio, telewizja, Internet – massmedia).
- Źródłoznawstwo – dziedzina badań historycznych zajmująca się pochodzeniem, autentycznością, sposobami krytyki naukowej, możliwościami zabezpieczenia, konserwacji i edycji źródeł historycznych.

## Możliwe NPH
- Archeologia – samodzielna nauka badająca materialne pozostałości ludzkich kultur, przedmiotem badania są zarówno kultury prehistoryczne, jak i cywilizacje historyczne. Długo uważana przez historyków za mało wiarygodną ze względu na trudności w datacji badanych obiektów oraz w przypisywaniu ich konkretnym podmiotom kulturowym i politycznym; dziś bardzo istotna nauka pomocna w badaniu okresów historycznych.
- Bibliografia – nauka o zapisie bibliograficznym – niezbędna dla katalogowania pozycji książkowych.
- Demografia historyczna – nauka o populacjach ludzkich, czyli liczbie ludzi w różnych miejscach i w różnych epokach.
- Dendrochronologia – nowa nauka z pogranicza biologii, archeologii i meteorologii. Umożliwia datację drewnianego znaleziska archeologicznego na podstawie grubości słojów drewna. Szerokość słoju zależy od czynników meteorologicznych danego roku. Dzięki porównaniu słojów z tego samego obszaru można uzyskać katalog grubości słojów obejmujący wiele wieków. Wówczas można określać datę ścięcia znalezionego drewna (datować zdarzenie) z precyzją do pół roku. Jest to jedna z najprecyzyjniejszych metod datacji dla wczesnego średniowiecza i starożytności – precyzyjniejsza od datacji węglem C14.
- Etnografia – nauka o kulturze ludowej (folklorze) danego regionu. Jednym ze znanych etnografów był Oskar Kolberg, który w swoim wielotomowym dziele pt. Lud. Jego zwyczaje, sposób życia, mowa, podania, przysłowia, obrzędy, gusła, zabawy, pieśni, muzyka i tańce zgromadził folklor całej Polski.

Podział klasyczny nauk pomocniczych jest coraz bardziej kontestowany w ostatnich dziesięcioleciach. Powstające badania wielodyscyplinarne wskazują na nowe możliwości stojące przed historykami stosującymi wyniki innych nauk (np. badających pyłki roślinne i ich rozprzestrzenienie geograficzne).

### Literatura dodatkowa
- Maria Bielińska, Antoni Gąsiorowski, Karol Maleczyński: Dyplomatyka wieków średnich. Warszawa: PWN, 1971. Brak numerów stron w książce
- Włodzimierz Dworzaczek: Genealogia. Warszawa: PWN, 1959. Brak numerów stron w książce
- Aleksander Gieysztor: Zarys dziejów pisma łacińskiego. Warszawa: PWN, 2009. ISBN 978-83-01-16054-8. Brak numerów stron w książce
- Aleksander Gieysztor: Zarys nauk pomocniczych historii. UW, 1952. Brak numerów stron w książce
- Marian Gumowski, Marian Haisig, Sylwiusz Mikucki: Sfragistyka. Warszawa: PWN, 1960. Brak numerów stron w książce
- Ryszard Kiersnowski: Wstęp do numizmatyki wieków średnich. Warszawa: PWN, 1988. Brak numerów stron w książce
- Witold Maisel: Archeologia prawna Europy. Warszawa: PWN, 1989. ISBN 83-01-07691-7. Brak numerów stron w książce
- Witold Maisel: Archeologia prawna Polski. Warszawa: PWN, 1982. ISBN 83-01-04017-3. Brak numerów stron w książce
- Władysław Semkowicz: Encyklopedia nauk pomocniczych historii. Kraków: Universitas, 2011. ISBN 978-83-24-21311-5.
- Władysław Semkowicz: Paleografia łacińska. Kraków: Universitas, 2011. ISBN 978-83-24-21303-0. Brak numerów stron w książce
- Józef Szymański: Nauki pomocnicze historii. Warszawa: PWN, 2001. ISBN 83-01-13592-1. Brak numerów stron w książce
- Adam Świątek (red.): Per aspera ad astra. T. 13: Nauki pomocnicze historii, historia sztuki, archiwistyka i historia prawa. Kraków: UJ, 2008, seria: Materiały z XVI ogólnopolskiego zjazdu historyków. ISBN 978-83-61026-24-2. Brak numerów stron w książce
- Chronologia polska. red. Bronisław Włodarski. Warszawa: PWN, 2007. ISBN 978-83-01-14949-9. Brak numerów stron w książce
- Zbysław Wojtkowiak: Nauki pomocnicze historii najnowszej – źródłoznawstwo: źródła narracyjne. Cz. 1, Pamiętnik, tekst literacki. Poznań: 2001. ISBN 83-71-77180-0. Brak numerów stron w książce